# Eragrostiella
Eragrostiella là một chi thực vật có hoa trong họ Hòa thảo (Poaceae).

## Loài
Chi Eragrostiella gồm các loài: